# Onthophagus germanus
Onthophagus germanus là một loài bọ cánh cứng trong họ Bọ hung (Scarabaeidae).